# Stara Wieś (Kutno)
Pour les articles homonymes, voir Stara Wieś.
Stara Wieś (prononciation [ˈstara ˈvjɛɕ]) est un village de la gmina de Kutno, du powiat de Kutno, dans la voïvodie de Łódź, situé dans le centre de la Pologne.

## Administration
De 1975 à 1998, le village était attaché administrativement à l'ancienne voïvodie de Płock.

Depuis 1999, il fait partie de la nouvelle voïvodie de Łódź.